# Vogelvlucht (Jan Bons)
Vogelvlucht is een artistiek kunstwerk in Amsterdam Nieuw-West.
In de tweede helft van de jaren vijftig bouwde het GVB een nieuwe busgarage in het westelijk stadsdeel ter vervanging en uitbreiding van het gestaag uitbreidende autobuspark. De stadsbebouwing kwam steeds verder westwaarts, maar het gebouw aan de Jan Tooropstraat met dan nog huisnummer 107 lag eigenlijk nog in een woestenij. Garage West, zoals het gebouw bekend werd, werd in 1957 opgeleverd naar ontwerp van de architecten Bastiaan Johannis Odink, J.W. Kamerling en H. Hensel van de Dienst der Publieke Werken. Destijds was het gebruikelijk dergelijke bouwwerken te laten vergezellen door kunst in de openbare ruimte, maar in 1957 was er geen geld voor. Nederland en ook Amsterdam kreeg te maken met een bestedingsbeperking. Het gebouw moest het zonder beeld doen. De beperking was in 1958 alweer afgelopen en beeldhouwer Jan Bons kon vervolgens zijn aluminium Vogelvlucht voltooien bij de firma Louis Donker in Diemen. In december 1958 werd het beeld, vliegende vogels vanuit een nest, geplaatst en onthuld.
Opvallend is dat het beeld op de bestektekeningen uit 1955 al te zien is; het beeld is dan verticaal ingetekend, terwijl het in 1958 horizontaal geplaatst is.